# Laukaanjärvi
Laukaanjärvi eller Kumpu-Lauas är en sjö i Finland. Den ligger i kommunen Kuopio i landskapet Norra Savolax, i den centrala delen av landet, 300 km norr om huvudstaden Helsingfors. Laukaanjärvi ligger 160,9 meter över havet. Den är 8,3 meter djup. Arean är 1,75 kvadratkilometer och strandlinjen är 10,16 kilometer lång. Sjön  ingår i Vuoksens huvudavrinningsområde.   I omgivningarna runt Laukaanjärvi växer i huvudsak blandskog.
I Laukaanjärvi finns ön  Salmisaari.